# Humanisme de la Renaissance

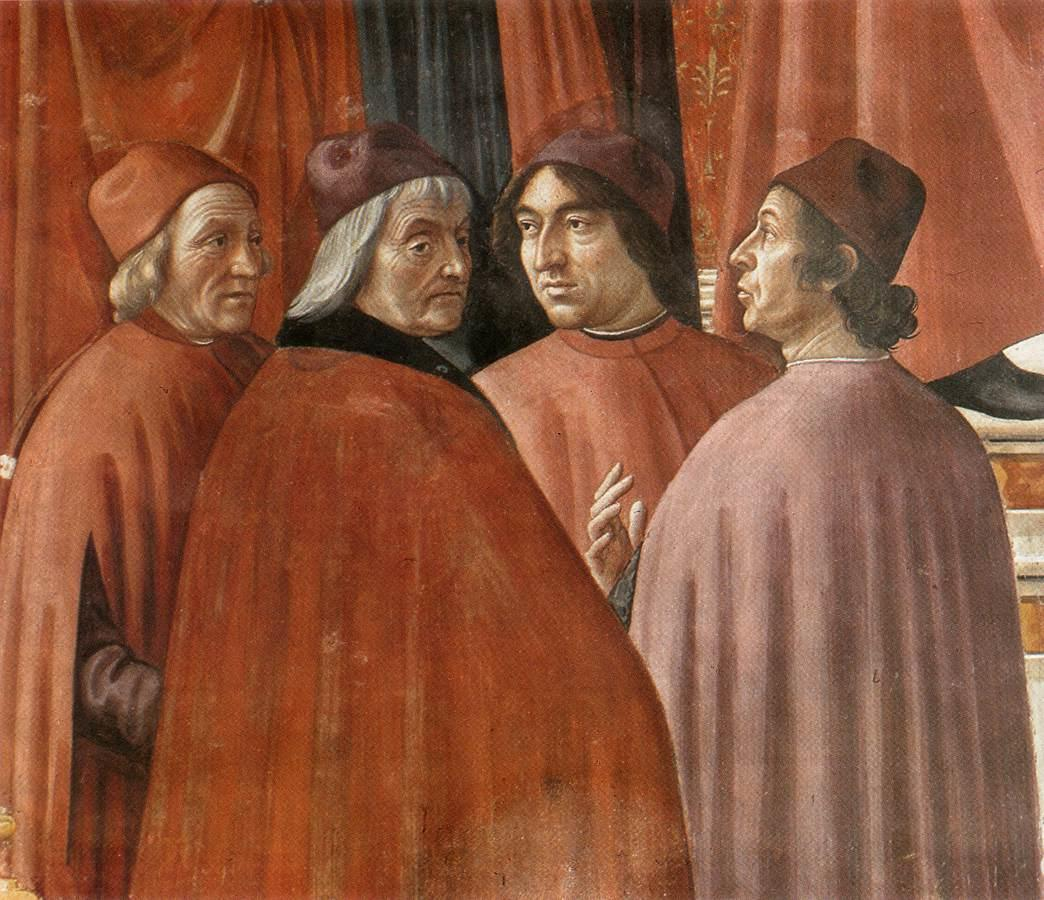
Quatre philosophes humanistes pensionnés par les Médicis : Marsile Ficin, Cristoforo Landino, Ange Politien et Démétrios Chalcondyle (fresque de Domenico Ghirlandaio).

Pour les articles homonymes, voir Humanisme (homonymie) et Renaissance (homonymie).
Cet article concerne l'humanisme de la Renaissance. Pour le courant de pensée général, voir Renaissance (période historique).
L'humanisme est un mouvement de pensée européen pendant la Renaissance qui se caractérise par un retour aux textes antiques comme modèle de vie, d'écriture et de pensée. Le terme est formé sur le latin : au XVIe siècle, l'humaniste, « l'humanista » s'occupe d'humanités, studia humanitatis en latin : il enseigne les langues, les littératures et les cultures latines et grecques. Plus largement, le terme humanitas est pris dans le sens cicéronien et représente « la culture qui, parachevant les qualités naturelles de l'Homme, le rend digne de ce nom ». L'humanisme au sens d'étude littéraire et philologique de la culture antique côtoie ce sens élargi pendant toute la période et encore aujourd'hui dans l'historiographie.
C’est avec Pétrarque (1304-1374) que naît en Italie l'humanisme. Le poète commence par recueillir les inscriptions sur les vieilles pierres de Rome et poursuit dans les manuscrits sa quête des Anciens. Il retrouve ainsi des lettres de Cicéron, ressuscite un écrivain statufié par les écoles. Il s’illustre également en détectant un faux document au profit de son souverain. Lorenzo Valla (1407-1457), lui aussi traque la vérité historique, préconisant l’étude philologique des textes et le retour à la pureté classique. Parti d’Italie, le courant humaniste rayonne dans toute l’Europe.

## Origine et développement
Mouvement de pensée né en Italie au XIVe siècle, il prend sa source dans l'essor de la culture laïque qui éclot à cette époque dans les cités italiennes. Touchant différents arts dès cette époque (peinture, sculpture, littérature), il évolue rapidement et touche également la philosophie et la religion par la suite.

### Les prémices
Le milieu initial où nait la culture humaniste est l'Italie septentrionale, où les cités-États engendrent un foisonnement culturel dû, en partie, à leur ouverture sur le monde et leurs rivalités.

#### Un milieu d'érudits férus d'Histoire et de poésie
Le milieu des lettrés italiens connaît un foisonnement d'activités littéraires surtout historiques, pour partie dues à des érudits qui ne sont pas des professionnels. De nombreux notaires, scribes de chancellerie, juges, médecins, marchands, banquiers, se mettent à écrire des histoires de leurs cités, pour en vanter les mérites. Ces personnes écrivent aussi leurs vies, pour édifier leurs successeurs, et insèrent dans leurs récits des réflexions philosophiques et religieuses.
Florence connaît de nombreux prosateurs, tels Ricordano Malispini, Dino Compagni ou Filippo Villani le Jeune. Venise a Martino Canal ou Andrea Dandolo, Asti a Ogerio Alfieri, Padoue a Rolandino.
Plusieurs personnalités commencent également avant même le trecento à traduire de la poésie en langue vulgaire. Au sein de la cour de Palerme de Frédéric II, plusieurs poètes tentent de restituer l'amour courtois en un sicilien mêlé de latin et de dialectes provençaux. Au début du trecento, l'école du dolce stil novo chante également l'amour et la femme, en mêlant leurs textes de philosophie et de considérations morales. Composé principalement de Guido Cavalcanti, Guido Guinizelli ou Cino da Pistoia, ils comptent Dante parmi leurs jeunes élèves. En parallèle, un autre mouvement entreprend de reprendre la poésie antique en voie de redécouverte. Né à Padoue dans le second XIIIe siècle autour de la figure du juge Lovato Lovati, il se poursuit avec Albertino Mussato à la fin du XIIIe siècle et au début du XIVe.

#### La place de Dante

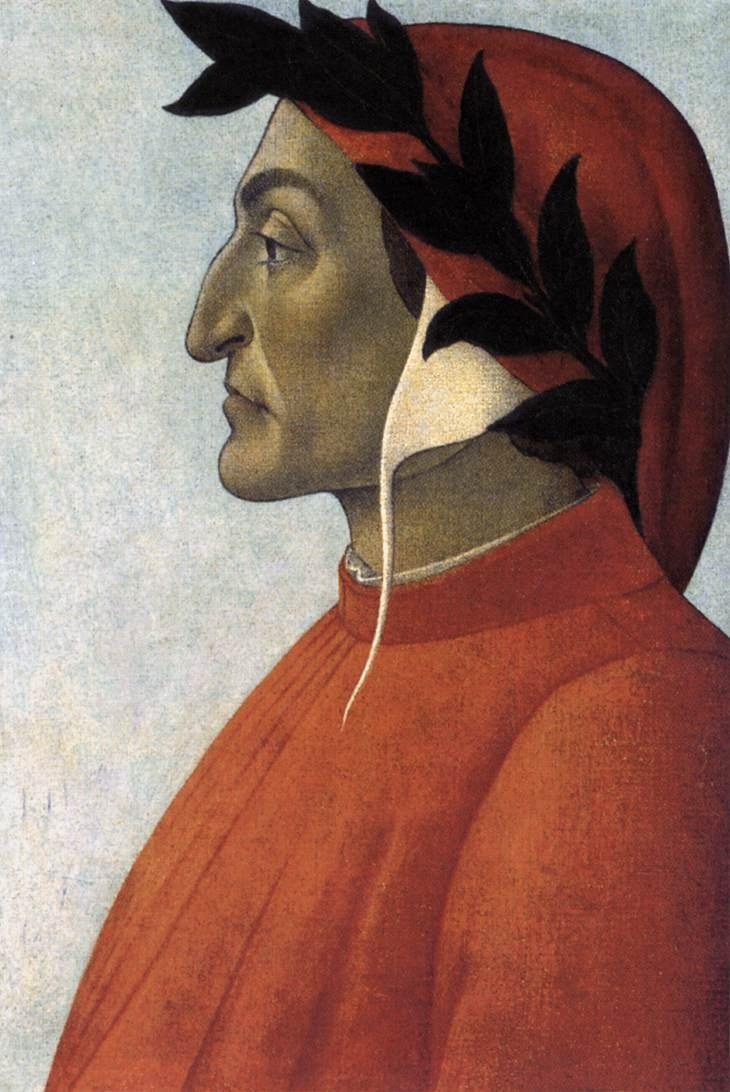
Portrait de Dante par Sandro Botticelli

Au sein d'un milieu où les travaux intellectuels en langue vulgaire se multiplient, Dante Alighieri est le premier « à avoir élevé le parler véhiculaire de ses concitoyens en une authentique langue littéraire ». Sans avoir été l'unique personne à travailler en ce but, le poète florentin est celui qui accomplit une révolution majeure, notamment avec la Divine Comédie.
Commençant une carrière politique importante, il voit sa vie basculer en 1301 lorsque le parti gibelin prend le pouvoir et l'exile en tant que Guelfe. Durant les vingt années suivantes, jusqu'à sa mort, il erre de cité en cité, de protecteur en protecteur. C'est durant cette période qu'il écrit l'essentiel de son œuvre, avec laquelle il espère fonder une langue pure qui souderait les cités italiennes entre elles. Cette utopie, qu'il partage avec plusieurs lettrés, se base sur le fait que les peuples italiens disposent d'une culture commune, qu'une langue pure doit permettre de diffuser pleinement. Cette œuvre a un impact immense dès sa diffusion. « Le public italien cultivé de l'époque a pour la première fois la sensation d'appartenir à une civilisation qui, même dans sa variété et son polycentrisme, a des fondements communs ».
Dante est pleinement un humaniste à la fois par le rapprochement entre son état personnel et la condition de l'homme en général, mais aussi par les intonations lyriques, pathétiques, puissantes imprégnant son œuvre.

### Le développement de l'humanisme au Trecento et Quattrocento
Après les fondateurs du mouvement que sont Pétrarque et Boccace, de nombreux savants étudient les auteurs anciens d'une nouvelle manière, proprement humaniste. Critique philologique et contextualisation des auteurs démarquent fortement ce mouvement intellectuel des renaissances médiévales précédentes. Une autre nouveauté est la naissance d'un enseignement du grec et de l'hébreu en Europe.

#### Pétrarque et Boccace

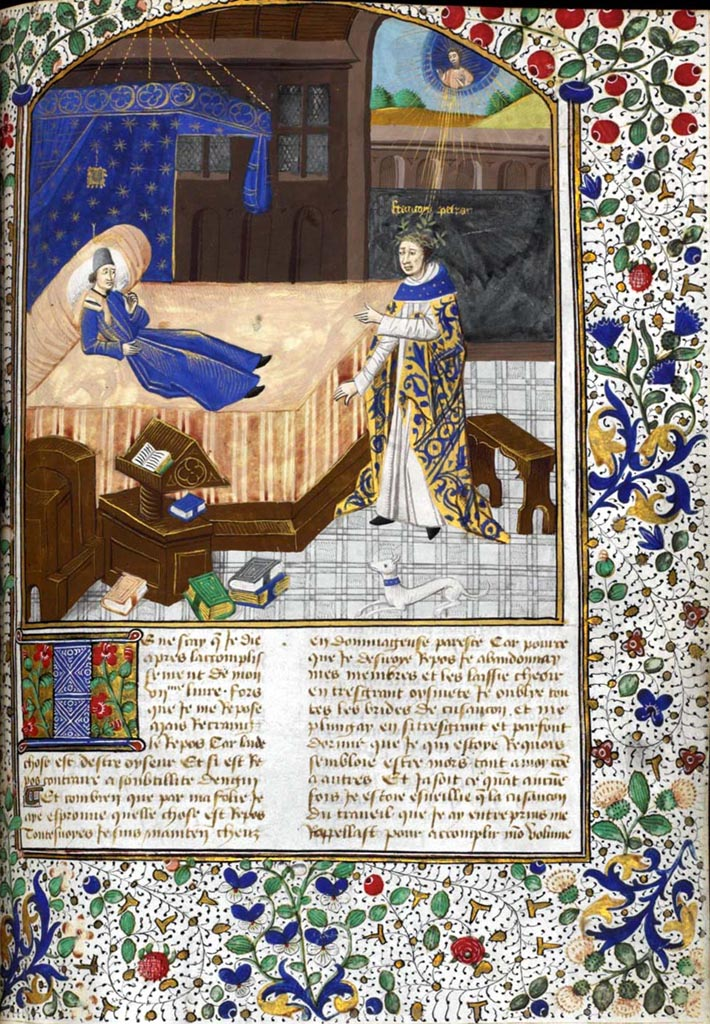
Boccace ayant une vision de Pétrarque. Miniature de 1467 dans De casibus virorum illustrium de Boccace. Glasgow, Bibliothèque universitaire de Glasgow.

Les deux hommes, malgré des parcours différents, sont les archétypes de l'humaniste de la Renaissance. Brillants manipulateurs de la langue vulgaire autant que du latin, chercheurs inlassables de textes anciens qu'ils exhument et diffusent, ils écrivent des textes en touchant à de nombreux genres : conte, histoire, philosophie, biographie, géographie. Mais ni Pétrarque ni Boccace ne seront reclus, ils sont partie prenante de la vie publique de leurs cités. Les deux, enfin, sont des passerelles entre la culture classique et le message chrétien. Très connus et célébrés de leur vivant, ils appuient de nombreux autres savants humanistes, diffusant leur savoir et leur méthode.

#### Les autres humanistes desXIVeetXVesiècles
Si le centre le plus notable de l'humanisme à cette époque est Florence, avec notamment Coluccio Salutati, chancelier créant la première chaire de grec dans la cité, il n'est pas le seul. Tout d'abord, les humanistes se déplacent beaucoup d'une ville à l'autre, et de nombreuses principautés cherchent à s'attacher les services de ces savants. Ainsi, de nombreux papes du XVe siècle comme Nicolas V, Pie II ou Sixte IV cherchent à attirer de grands noms dans l'Université romaine, tels Laurent Valla, Théodore de Gaza, Argyropoulos.

#### Caractéristiques intellectuelles de la Renaissance

##### Critiques des textes
La nouveauté radicale commune à tous ces savants n'est pas de rechercher, exhumer et diffuser des textes antiques, de telles entreprises ayant été menées à bien lors de l'époque carolingienne ou au XIIe siècle. Mais bel et bien la critique que ces savants portent à ces textes. Ils sont conscients des deux décalages propres aux textes qu'ils lisent issus de l'antiquité : le contexte et la déformation dues aux copies. Ils s'efforcent ainsi tout autant de retrouver par la recherche philologique le texte initial dans sa plus grande justesse, que de retrouver le contexte dans lequel il a été rédigé, pour en comprendre le sens originel.

##### Redécouverte de la philosophie grecque: Platon

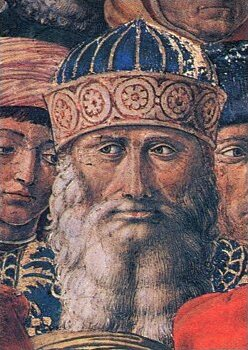
Gémiste Pléthon par Benozzo Gozzoli, 1459-1461.

Par ailleurs, un enseignement de la langue grecque se développe dans de nombreuses cités. Rendu possible par l'exode de nombreux savants byzantins avant et surtout après la conquête turque de l'Empire byzantin, il permet de redécouvrir de nombreux auteurs anciens à partir des textes d'origine. Le premier d'entre eux est Platon, dont la philosophie conquiert l'Europe. Mais Thucydide, Xénophon, Hérodote, Ptolémée, Strabon, Aristophane, Eschyle sont découverts, et traduits ensuite en latin.
Avant sa relecture dans le texte, au Moyen Âge, Platon est encore assez peu connu. Il revient en Europe notamment avec Giovanni Aurispa, qui ramène dans les années 1430 à Florence les œuvres complètes en grec du philosophe achetées à Constantinople. Peu après, le savant byzantin Gémiste Pléthon vient en Italie et diffuse la pensée platonicienne. Une controverse entre partisans de la philosophie d'Aristote et de Platon voit alors le jour. Cosme l'Ancien soutient l'étude de Platon en soutenant Marsile Ficin et en fondant ce qui allait devenir l'"Académie platonicienne de Florence". Ficin traduit progressivement en latin une grande partie de l'œuvre de Platon.

### L'humanisme auXVIesiècle

#### Le rôle de l'imprimerie en Europe
La Renaissance n'a pas dépendu de l'imprimerie pour apparaitre et exister. De grands humanistes de la Renaissance italienne, comme Pétrarque, sont morts avant l'invention de l'imprimerie. Les découvertes majeures des textes classiques étaient déjà faites : dans les universités italiennes, la studia humanitatis était en place. De même, dans les universités d'Europe, le mouvement intellectuel de la Renaissance était déjà en cours.
Cependant, sans avoir un rôle soudain, l'imprimerie va jouer un rôle clé dans la diffusion des idées humanistes, en accélérant fortement le processus parti de l'Italie vers l'Europe du Nord. La Renaissance italienne s'est déroulée en trois ou quatre générations. Grâce à l'imprimerie, la Renaissance des autres pays d'Europe s'effectue en moins de deux générations.

##### Diffusion et prix
L'imprimerie permet une augmentation exponentielle du nombre d'ouvrages. Ainsi, la première édition de la Bible de Gutenberg (1455) est estimée avoir été tirée, selon les historiens, entre 70 et 270 exemplaires, puis le tirage pour une seule édition augmente progressivement jusqu'à mille. Au XVIe siècle, à Venise, l'édition de mille exemplaires devient la norme habituelle pour les titres dont on espère une vente ordinaire. Les « best sellers », dont on espère une vente à l'échelle européenne, peuvent être tirés jusqu'à quatre ou cinq mille exemplaires. À cela s'ajoutent les éventuelles ré-éditions et contre-façons qui peuvent être faites par d'autres imprimeurs concurrents (absence de copyright à cette époque, jusqu'à l'apparition du privilège).
D'abord chers, les livres deviennent accessibles à moindre coût. Les premiers ouvrages imprimés (incunables) pouvaient valoir entre 2 et 8 ducats par volume, un professeur d'université de modeste réputation, gagnait entre 50 et 100 ducats par an, les plus fameux jusqu'à 200 ducats et plus. Aux débuts de l'imprimerie, seuls les princes, les nobles et les riches bourgeois dotés d'un revenu annuel de plusieurs milliers de ducats pouvaient s'acheter facilement des livres.
Au cours du XVIe siècle le prix du livre chute d'un facteur dix au moins. Le prix d'un volume de 150 à 400 pages de format in-8 devient inférieur à 40 soldi (un ducat = 124 soldi), et de nombreux livres de plus petit format sont vendus à moins de 10 soldi. À la fin du siècle, toute personne sachant lire, avec un revenu annuel de quelques dizaines de ducats, peut posséder quelques livres ; un professeur d'université peut se constituer une bibliothèque personnelle d'une centaine de livres ou plus ; jusqu'aux plusieurs milliers de volumes des riches collectionneurs (15 000 titres pour Fernand Colomb).
Ce processus se renforce de lui-même par le fait qu'il est plus facile d'apprendre à lire et à écrire à partir de textes imprimés que de manuscrits. Les écoliers et les adultes disposent personnellement de grammaire latine, de glossaires, et de textes élémentaires de lecture. Par cette production, l'imprimerie élargit son propre marché de lecteurs.

##### Accès et diversification des savoirs
L'imprimerie participe à une sorte de démocratisation du savoir. Quiconque connaissant un peu le latin, avec une connaissance élémentaire des textes classiques païens et chrétiens, est en mesure de participer aux discussions majeures de son temps (universitaires, politiques, religieuses…). De plus, les différents textes commencent à être traduits ou publiés en langue vernaculaire et non plus en langue véhiculaire comme auparavant. Durant une courte période, centrée sur le milieu du XVIe siècle, tout individu en ayant les moyens et le goût, peut constituer une bibliothèque personnelle de quelques centaines de livres représentant l'ensemble des savoirs de son temps. Un exemple fameux est celui de Michel de Montaigne.
L'imprimerie favorise aussi la diversification des sujets abordés : non seulement les classiques antiques, mais aussi les auteurs médiévaux, les travaux universitaires contemporains, les romans de chevalerie, l'arithmétique commerciale, etc. d'où un éclectisme propre à l'humanisme de la Renaissance.
Cette multiplicité est renforcée par le commerce international des livres qui se met en place au cours du XVIe siècle. Pour la diffusion des idées, les grandes villes commerciales prennent plus d'importance que les villes universitaires. Par exemple, Venise imprime des ouvrages espagnols, et Londres des ouvrages italiens. Les imprimeurs de Venise distribuent leurs ouvrages vers Londres, Madrid, Cracovie ou le Proche-Orient. La foire du livre de Francfort est la plus importante : elle se tient deux fois par an en accueillant imprimeurs-éditeurs-libraires, universitaires et auteurs venus de toute l'Europe. De même en France, la ville de Lyon s'impose comme une grande ville d'imprimeurs.
En sciences, l'imprimerie offre l'avantage de dupliquer fidèlement les illustrations (arts graphiques de la gravure), contrairement aux enluminures des manuscrits. De fait, les dessins anatomiques, les figures géométriques, les dessins de plantes ou d'animaux, les cartes géographiques, les plans de machine, etc. peuvent être figurés en milliers d'exemplaires identiques, et faire l'objet de critiques en cas d'erreur ou d'imprécision en étant corrigés. Les représentations fabuleuses ou improbables, dont on ne retrouve pas la réalité, commencent à être rejetées.

##### Polémiques et censures
Les hommes de la Renaissance ne polémiquaient pas plus que ceux du Moyen Âge, mais leurs polémiques sont fortement amplifiées par l'imprimerie.
Avant l'imprimerie, deux auteurs engagés dans une discussion publique, orale ou par correspondance, n'avaient qu'une très faible audience, et il fallait de très longues années pour que la controverse s'étende. Avec l'imprimerie, c'est une affaire de semaines, voire de jours (« aussi vite qu'un auteur puisse écrire, et un imprimeur imprimer »). Les controverses ont alors une audience nationale, voire européenne. Par exemple, celle de Reuchlin sur la valeur de l'hébreu ; celle d'Érasme ; celle de Luther ; celle de Servet ; celles de Copernic et de Galilée ; ou encore la guerre des pamphlets en France au cours des guerres de Religion etc..
Cette liberté de recherche, de conscience et d'expression s'accompagne en réaction d'une censure des textes imprimés, surtout après la séparation religieuse en Europe (Réforme et Contre-Réforme). Aussi on ne peut dire que la liberté de pensée soit apparue avec la Renaissance, mais celle-ci a bien transmis la vision optimiste d'une humanité capable de mener des recherches ouvertes sur le monde.

#### L'essor du grec: le retour aux sources
L'apprentissage du grec quitte l'Italie pour se diffuser dans toute l'Europe, Les érudits s'attaquent alors à la retraduction d'œuvres majeures pour en retrouver le sens premier. Thomas More publie les Dialogues de Lucien de Samosate en 1506, Érasme propose une nouvelle traduction du Nouveau Testament en 1516, différent de la Vulgate. Des outils de travail pour retrouver une compréhension parfaite du grec sont imprimés d'abord par Guillaume Budé avec les Commentarii linguæ graecæ de 1529 et ensuite par Henri II Estienne avec le Thesaurus linguæ graecæ en 1578.
Ce travail d'édition est basé sur l'examen comparatif des différentes versions manuscrites. Il apparait alors que les Saintes Écritures sont des documents transmis par des humains qui peuvent se tromper. Toute édition peut être révisée et améliorée, c'est aussi le début d'une approche scientifique de la critique des textes ou philologie.

## Facettes

### L'humanisme et ses histoires

La Cathédrale de Bâle, en Suisse.

Le terme humaniste vient du latin umanista, le professeur qui enseigne les « humanités », c’est-à-dire la grammaire et surtout la rhétorique latine et grecque. Cette acception remonte à l'éducation antique et médiévale. Un siècle avant la fin de l'Empire romain d'Orient, des Grecs érudits étaient venus en Italie et donnèrent des cours de grec à Florence. Le Concile de Bâle-Ferrare-Florence-Rome, où échoua la tentative de rapprochement des Églises latine et orthodoxe, fit venir en Italie de grands érudits, comme le cardinal Bessarion. Avec la chute de l'Empire byzantin en 1453 et la prise de sa capitale Constantinople, de nombreux érudits se réfugièrent en Italie, emmenant avec eux leur savoir et des livres. Des chaires de grec sont créées peu à peu dans ou à côté des universités. Ces érudits jouent un rôle dans le développement de l'humanisme au sens de l'étude des textes de l'Antiquité gréco-latine, liée au progrès de la philologie et de l'édition des textes, autre activité de ces humanistes.
Un siècle après les débuts de l'humanisme, la diffusion des textes fut facilitée par le développement de l'imprimerie, mise au point vers 1455 par Johannes Gutenberg à Mayence. Le nombre de livres mis en circulation augmente et des livres à moindre coût sont imprimés dès le début du XVIe siècle. En décalage de plus de cinquante ans, les humanistes améliorent les méthodes d'édition des textes antiques, par l'utilisation de la collation, de la comparaison entre manuscrits, et la discussion lancée dès 1480 sur les mérites comparés de la correction ope ingenii et de la correction ope codiciifait rage tout au long du siècle suivant. De nouveaux métiers apparaissent, liés à l'enseignement, l'édition ou la réflexion sur la vie sociale. Des artistes s'inspirent de ces nouvelles idées. Le mouvement se diffuse sur tout le continent aux XVe et XVIe siècles à travers ce qu'on appelle la République des Lettres, née elle aussi avec retard, et grâce aux nouveaux lieux de sociabilité et d'émulation que sont les Académies, nées en Italie.
Le terme humaniste est aussi utilisé dans un sens tout différent : il désigne un courant culturel, philosophique et politique qui propose un « modèle humain » défini comme synthèse des qualités intellectuelles, sociales, affectives, caractéristiques de la « nature humaine ». L'humanisme est un courant de pensée idéaliste et optimiste qui place l'Homme au centre du monde, et honore les valeurs humaines.

### Humanisme et langage
Les humanistes sont passionnés par les civilisations anciennes, romaine et grecque, mais aussi araméenne et proche-orientale. Ils entreprennent d'éditer et de traduire tous les textes antiques à partir des témoins subsistants, pour certains redécouverts (comme Quintilien par Le Pogge) ou trouvés dans l'ancien Empire romain d'Orient par des Grecs chargés par les princes occidentaux d'enrichir leurs collections comme Antoine Éparque et Janus Lascaris : la Bible, directement traduite de l’hébreu ou de l’araméen, les auteurs grecs qui forment la base des études, que l'on traduit à nouveau pour ceux que l'on lisait déjà en latin des scolastiques ou que l'on lit désormais de plus en plus dans le texte original. Les humanistes éditent (au sens scientifique) et expliquent les textes, se cantonnant à une approche philologique qui les différencie des philosophes qui, à la même époque, réfléchissent sur les textes, reprennent les mythes et les légendes en les chargeant de nouvelles significations ; c'est le temps d'une spécialisation naissante dans le domaine, et d'autres deviennent "antiquaires", c'est-à-dire historiens, ou géographes. Érasme critique le « langage barbare », c'est-à-dire le mauvais latin des scolastiques, leur ignorance des lettres et des langues. Une bataille s'ensuit autour de l'usage de la langue de Cicéron et du Ciceronianus, des humanistes se répondant par publications interposées comme le fait Étienne Dolet. Après une période où la Bible est traitée comme les autres textes anciens (avec par exemple l'édition des Psaumes à Paris dans plusieurs versions anciennes par Henri Estienne), les théologiens s'opposent à la traduction par Érasme du grec au latin du Nouveau Testament et peu à peu au travail des humanistes sur les textes saints, y voyant un relativisme dangereux.
Érasme écrit dans les Antibarbares que seule la culture liée aux textes anciens est à même de transformer des sauvages ou des « hommes de pierre » en personnes civilisées et de mœurs honnêtes : seule la maîtrise du latin et du grec permet de faire un honnête homme. Les études sur le langage permettent aux humanistes de mettre fin à l'explication surnaturelle de la diversité des langues, à savoir le mythe de la tour de Babel.

### Humanisme et éducation
La pédagogie est pour les humanistes du XVe et du XVIe siècle un domaine particulièrement important. Il faut que l'enfant soit formé d'une manière continue et progressive, de sa naissance à l'âge adulte, et même au-delà pour devenir un homme conforme à l'idéal professé par les humanistes. Le milieu spécifique de l'homme, c'est le monde de la culture et non de la nature. Mais pour l'enseignement les humanistes s'opposent au "dressage" traditionnel où coups, sévices, supplices sont monnaie courante. À ce sujet Érasme déclare en 1529 « Il faut former les enfants à la vertu et aux lettres dans un esprit libéral et cela dès la naissance ». Il s'oppose aux châtiments corporels dans l’enseignement : « Ce genre de formation, d’autres l’approuvent, moi, je ne pousserai jamais à faire ainsi quiconque voudra que son enfant soit éduqué dans un esprit libéral […] Il est vrai que la méthode ordinaire est plus économique car il est plus facile à un seul de contraindre plusieurs par la crainte que d’en former un seul dans la liberté. Mais ce n’est rien de grand de commander à des ânes ou à des bœufs. C’est former des êtres libres dans la liberté qui est à la fois difficile et très beau. Il est digne d’un tyran d’opprimer des citoyens dans la crainte, les maintenir dans le devoir par la bienveillance, la modération, la sagesse, cela est d’un roi… ». Guarino à Venise, Ferrare ou Vérone, Victorin de Feltre à Mantoue, proposent une nouvelle pédagogie où le sport et les jeux de plein air sont autant à l'honneur que le latin, la rhétorique et la Bible. Un des livres les plus étudiés reste ainsi l'Éthique à Nicomaque d'Aristote.
Rabelais dénonce dans Gargantua, l'éducation traditionnelle avec son dogmatisme religieux qui n’admet aucune évolution puisque fondée sur des préceptes divins. Il critique sa sévérité et son oubli du corps. L'humanisme pédagogique s'oppose à l'enseignement scolastique en imposant l'étude des lettres latines et grecques dans leurs textes « authentiques ». Les idées humanistes en matière d'éducation aboutissent à la création de nouvelles écoles dans toute l'Europe où est formée la nouvelle élite administrative des États : Deventer aux Pays-Bas ou de Saint-Paul de Londres, du Corpus Christi College à Oxford, le Gymnase strasbourgeois de Sturm, le Collège trilingue de Louvain (latin, du grec et de l'hébreu). François Ier fonde le Collège des lecteurs royaux, à l'instigation de Guillaume Budé, dans le but de faire prévaloir cette pédagogie fondée sur l'étude des « humanités » antiques.

### Humanisme et sciences
La pensée nouvelle fait une place première à l'expérimentation. Les dogmes, même issus de la bibliographie gréco-romaine, sont remis en question, et doivent passer par l'épreuve du fait (cf Bernard Palissy, Discours admirables aux Eaux et Fontaines). Ainsi se développe une pensée critique, où l'expérience scientifique permet de dégager une connaissance libre de préjugés. Artistes, lettrés et savants se lancent dans la construction d'un savoir moderne. Léonard de Vinci, par exemple, s'intéresse à l'anatomie et opère plusieurs dissections dont témoignent ses carnets de dessin. Copernic conçoit le modèle héliocentrique, en réaction au modèle géocentrique de Ptolémée et Aristote. Rabelais donne dans son Gargantua l'exemple d'une éducation idéale et universelle, ajoutant aux langues anciennes la connaissance des mathématiques, de l'astronomie et des sciences naturelles.

### Humanisme et religion
Les humanistes prônent des valeurs morales et intellectuelles contenues dans la littérature gréco-latine et leur adaptation à des besoins nouveaux. De ce fait certains scolastiques les accusent de paganisme. Pour les humanistes, la philosophie grecque a préparé le monde à la religion chrétienne, celle de l'Évangile, des Épîtres de saint Paul et des Pères de l'Église.
Érasme est un des plus fervents partisans de l'humanisme chrétien. Il fait la conjonction entre la religion et la liberté dans son livre de 1503, Enchiridion militis christiani. À une religion basée sur un ritualisme sans âme et des obligations comme la messe dominicale, il oppose une religion de l'homme s'adressant directement à Dieu. À sa suite, l'humanisme chrétien touche exclusivement les pratiques ecclésiastiques, et non pas la religion. À ce titre, les humanistes sont en partie à l'origine de la Réforme protestante du XVIe siècle introduite par Martin Luther en Allemagne et Jean Calvin à Genève. En 1524, Érasme se lance dans une controverse avec Luther en publiant Essai sur le libre-arbitre. Le réformateur allemand y répond par l'Essai sur le serf-arbitre. Les débats portent sur la liberté de l'homme et la manière dont celui-ci l'utilise face à la Grâce divine.

### Humanisme et politique
Les humanistes sont en général pacifistes et cosmopolites. Même quand ils sont au service d'un prince, comme Guillaume Budé, ils font passer leurs impératifs moraux avant les considérations politiques. Érasme, quant à lui, est un temps conseiller de Charles Quint. En 1516, il écrit L'Institution du prince chrétien. Il y loue la notion de bien commun dans un État où le devoir du peuple est mis en parallèle avec celui du prince. Parfois ils envoient des lettres ou dédient leurs ouvrages à un souverain pour essayer d'exercer une influence salutaire sur leurs décisions politiques. Ils proposent volontiers des réformes politiques comme Érasme dans L'Éloge de la Folie en 1511, Thomas More dans l'Utopie en 1515-1516, Rabelais dans Gargantua en 1534. À Florence, tout au long du XVe siècle et même au début du XVIe siècle, les grands humanistes de la ville sont aussi les Chanceliers de la République : Leonardo Bruni, Ange Politien, Nicolas Machiavel…

### Développement hors d’Italie
Si l’humanisme trouve son origine en Italie au XIVᵉ siècle, le mouvement connaît par la suite une diffusion dans l’ensemble de l’Europe, où il prend des formes diverses selon les contextes culturels, politiques et religieux. En France, l’humanisme est encouragé notamment sous le règne de François Ier, avec la fondation du Collège royal (futur Collège de France) en 1530, et la valorisation des études grecques et latines, promues par Guillaume Budé. En Angleterre, des figures comme Thomas More et John Colet développent un humanisme chrétien influencé par Érasme, mettant l’accent sur la réforme morale et éducative. En Allemagne, le mouvement est représenté par des érudits tels que Johannes Reuchlin, qui défendent l’étude de l’hébreu et des textes bibliques originaux ; cet humanisme allemand contribue à préparer le terrain intellectuel de la Réforme. Dans les Pays-Bas, Érasme de Rotterdam incarne un humanisme érudit, pacifiste et critique à l’égard de l’Église, influençant à la fois la pensée religieuse et l’enseignement. Ces déclinaisons régionales montrent que l’humanisme n’est pas un phénomène monolithique, mais un ensemble de courants intellectuels adaptés aux réalités sociales et politiques locales.

### Humanisme et peinture

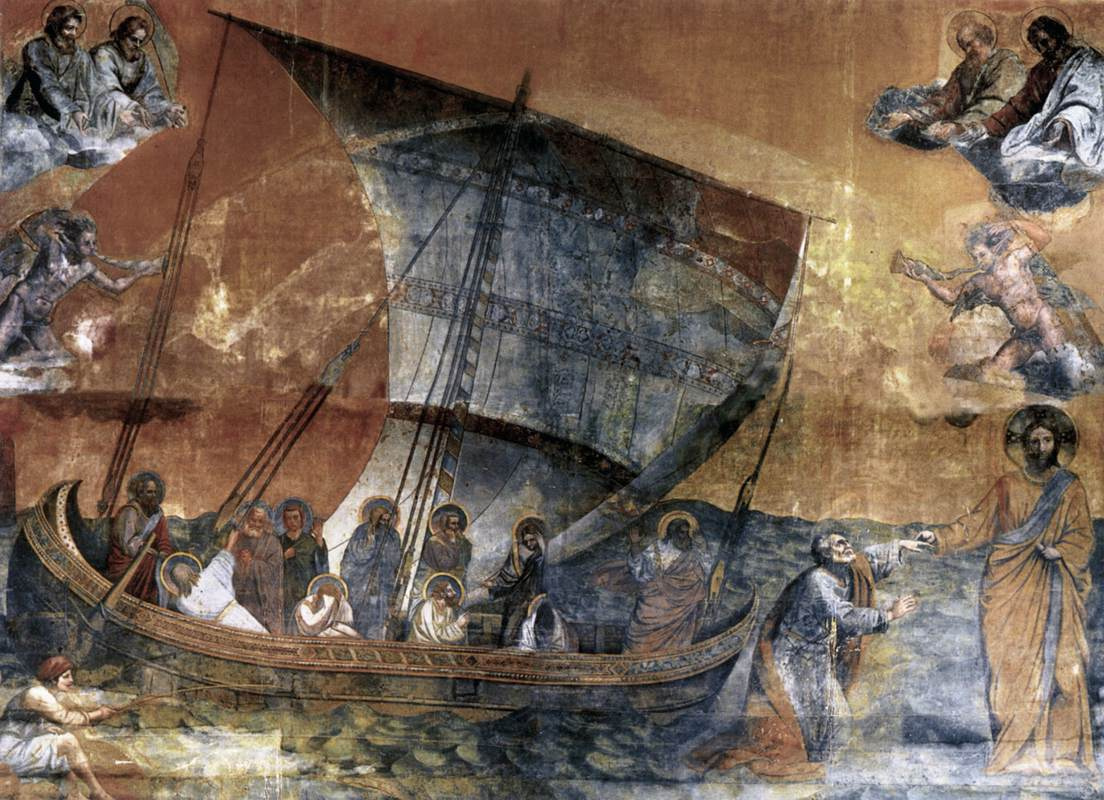
Giotto di Bondone, fragment de la Navicella.

Le parallèle célèbre mené par Horace entre les deux arts, Ut Pictura Poesis, devient l'une des références presque obligatoire dans tout discours sur l'art. Au début du XVIe siècle, l'éloge du peintre est un genre littéraire établi. Pourtant, les écrivains restent relativement silencieux sur le renouveau pictural qui leur est contemporain. Dans son Della Pittura de 1435, Alberti propose le premier manuel de peinture qui est aussi un traité théorique exaltant la dignité de l'art envisagé, mais il ne cite à l'appui de son intention, aucun peintre contemporain, n'évoquant qu'une image de Giotto, la Navicella. Dans l'atmosphère culturelle du Quattrocento, « l'esprit prime toujours le visuel ». L'humanisme littéraire n'enregistre même pas les noms de ceux qui orientent de manière décisive la Renaissance picturale, même si l'humanisme contribue à définir la culture nouvelle de la peinture « moderne ».
Pour la plupart des humanistes, la peinture demeure un art d'imitation, inférieur à l'art de connaissance et de persuasion qu'est la rhétorique. Il existe pourtant une série de textes venant du milieu humaniste rassemblé autour de Guarino qui s'enthousiasme pour l'image. Il s'agit de descriptions littéraires d'œuvres picturales, dont on admire les qualités narratives. Ce genre littéraire, l’ekphrasis, est d'origine byzantine et constituait, au départ, un exercice d'apprentissage oratoire dans les écoles de rhétoriques. Pisanello est honoré par l’ekphrasis humaniste du début du XVe siècle, à qui sont dédiés des poèmes descriptifs et panégyriques. La peinture est appréciée si elle autorise, par sa composition et son abondance anecdotiques, un tel discours descriptif.
Le milieu florentin gravitant autour de Marsile Ficin reconnaît un prestige particulier à l'image car elle est un symbole visuel permettant de voir d'un coup d'œil ce que le discours montrerait au prix d'une chaîne logique d'arguments ou d'explications. C'est dans le contexte d'une approche hermétique, « égyptienne » et ésotérique du symbole visuel, que le néoplatonisme ficinien commence par apprécier et valoriser le domaine de l'image. Le travail du « sage moderne » consiste, en particulier, à décrypter et déchiffrer les images incompréhensibles et étranges. Landino se distingue à l'intérieur du mouvement néoplatonicien par le mérite qu'il accorde à la vie active, aussi digne que la vie contemplative de gagner le salut, tandis que Ficin épouse de façon bien plus radicale la cause de la vie « contemplative ». Le néoplatonicien « actif » enregistre l'importance « concrète » prise par la peinture dans la vie mentale et politique de la cité. La peinture gagne sa dignité à ce prix.

### Note
1. ↑  Un tel mouvement avait déjà commencé au Moyen Âge, notamment avec les traductions latines du XIIe siècle à partir du grec ou de l'arabe ; les auteurs latins étaient étudiés depuis plus longtemps encore dans les monastères

#### Anthologies
- Jean-Claude Margolin, Anthologie des humanistes européens de la Renaissance, Gallimard, Folio, 2007.
- Bibliothèque humaniste idéale, texte établi par Jean-Christophe Saladin, Paris, Les Belles Lettres, 2008.
- Caroline Trotot, L'Humanisme et la Renaissance : Anthologie, Flammarion, 2009.

Pour l'étymologie
- Alain Hus, « Doctor, doctrina » et les mots de sens voisin en latin classique, dans Revue de Philologie, de Littérature et d’Histoire Ancienne, 48, 1974, 1, p. 35-45.

Pour une première approche sur l'Italie humaniste à la Renaissance :
- Pierre Milza, Histoire de l'Italie : Des origines à nos jours, Paris, Fayard, 2005, 1098 p. (ISBN 978-2-213-62391-7)